# جزیره بیکر
جزیره بیکر (به انگلیسی: Baker Island) یکی از جزایر ایالات متحده در اقیانوس آرام است. نام فارسی آن دخیل از انگلیسی است. نامیده شده توسط مایکل بیکر (Michael Baker) از ایالت ماساچوست، کسی که این جزیره را در ۱۸۳۲ پیدا کرد.

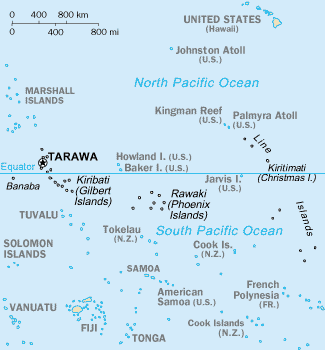

## نگارخانه

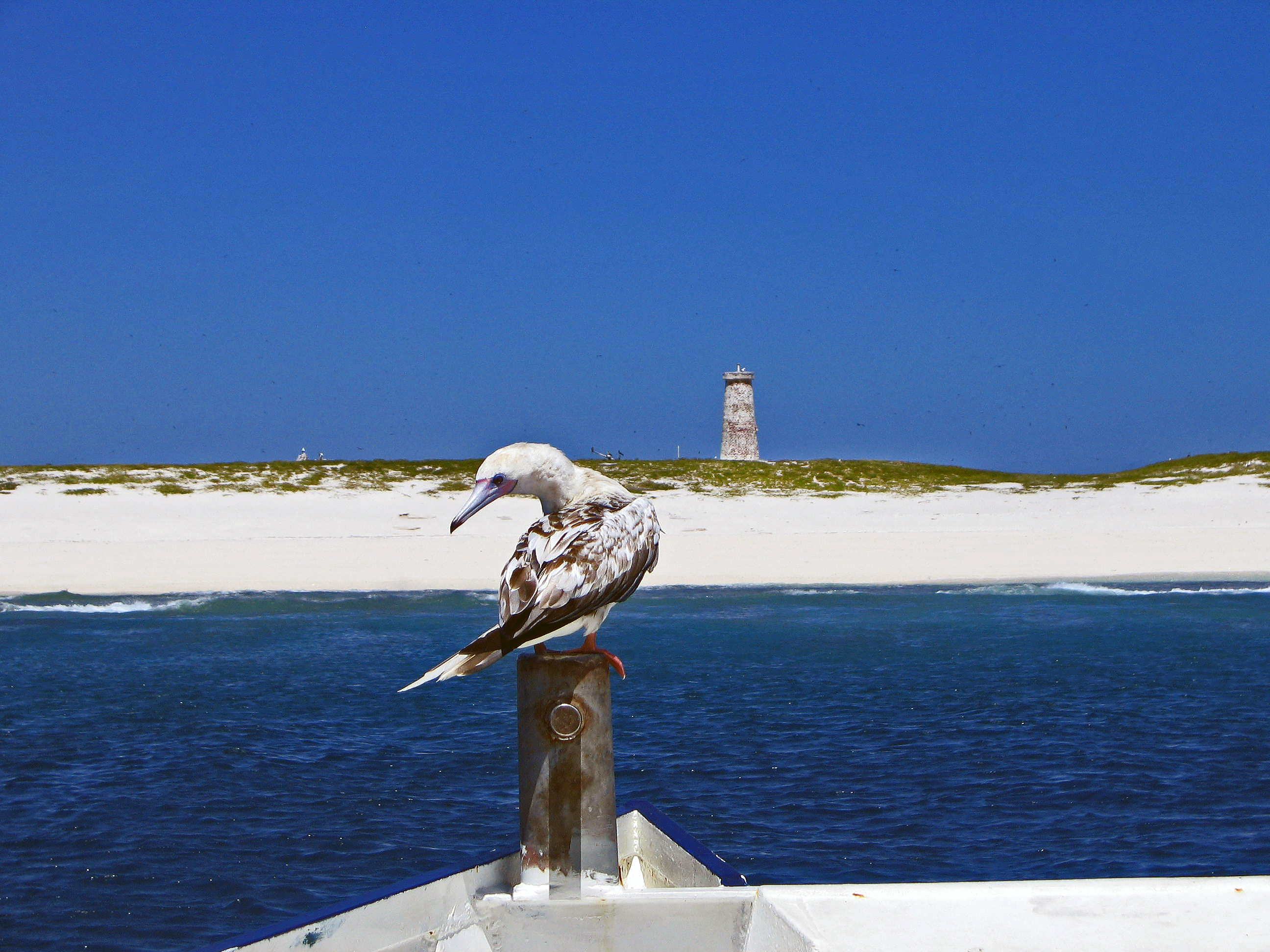
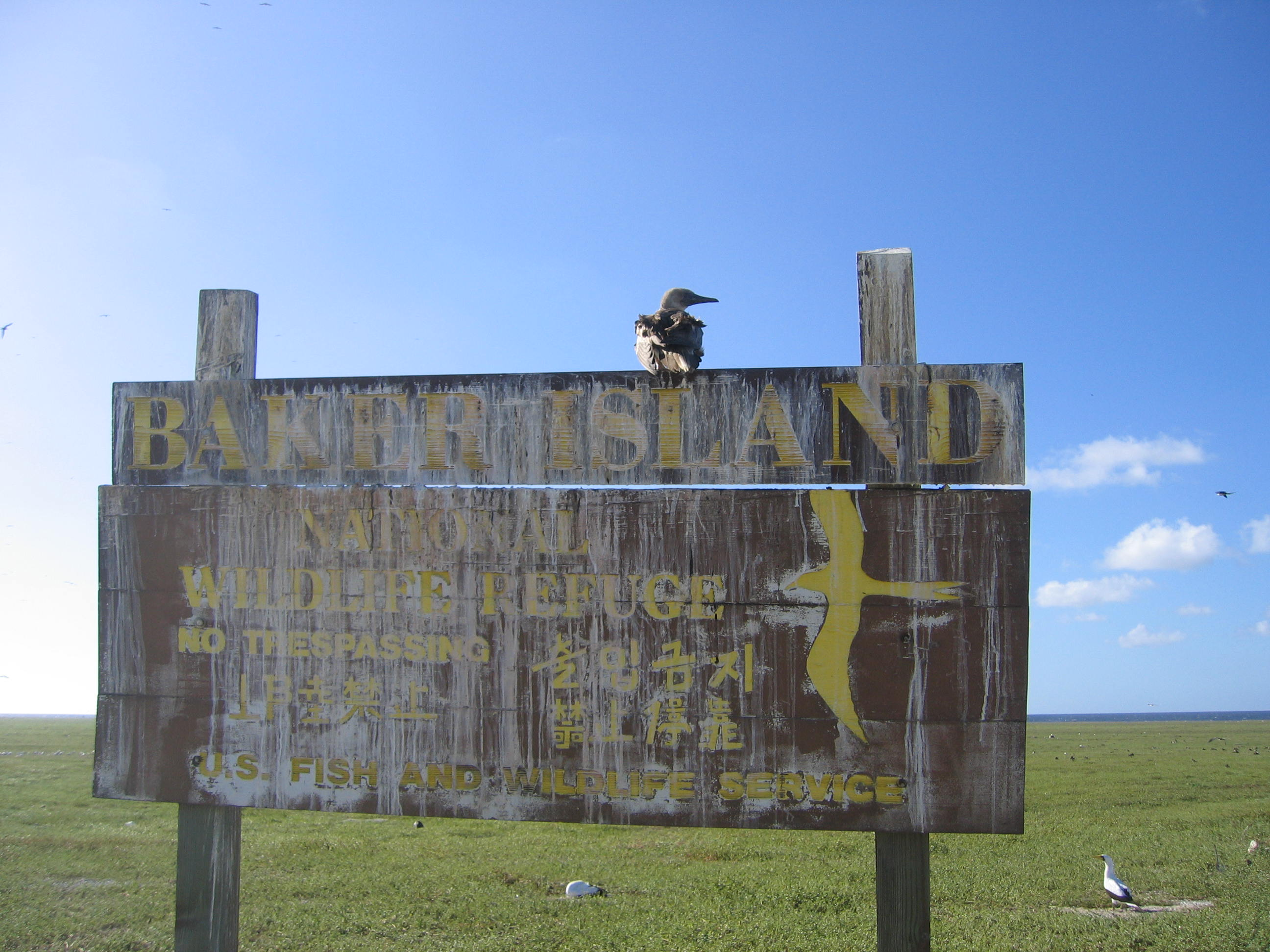
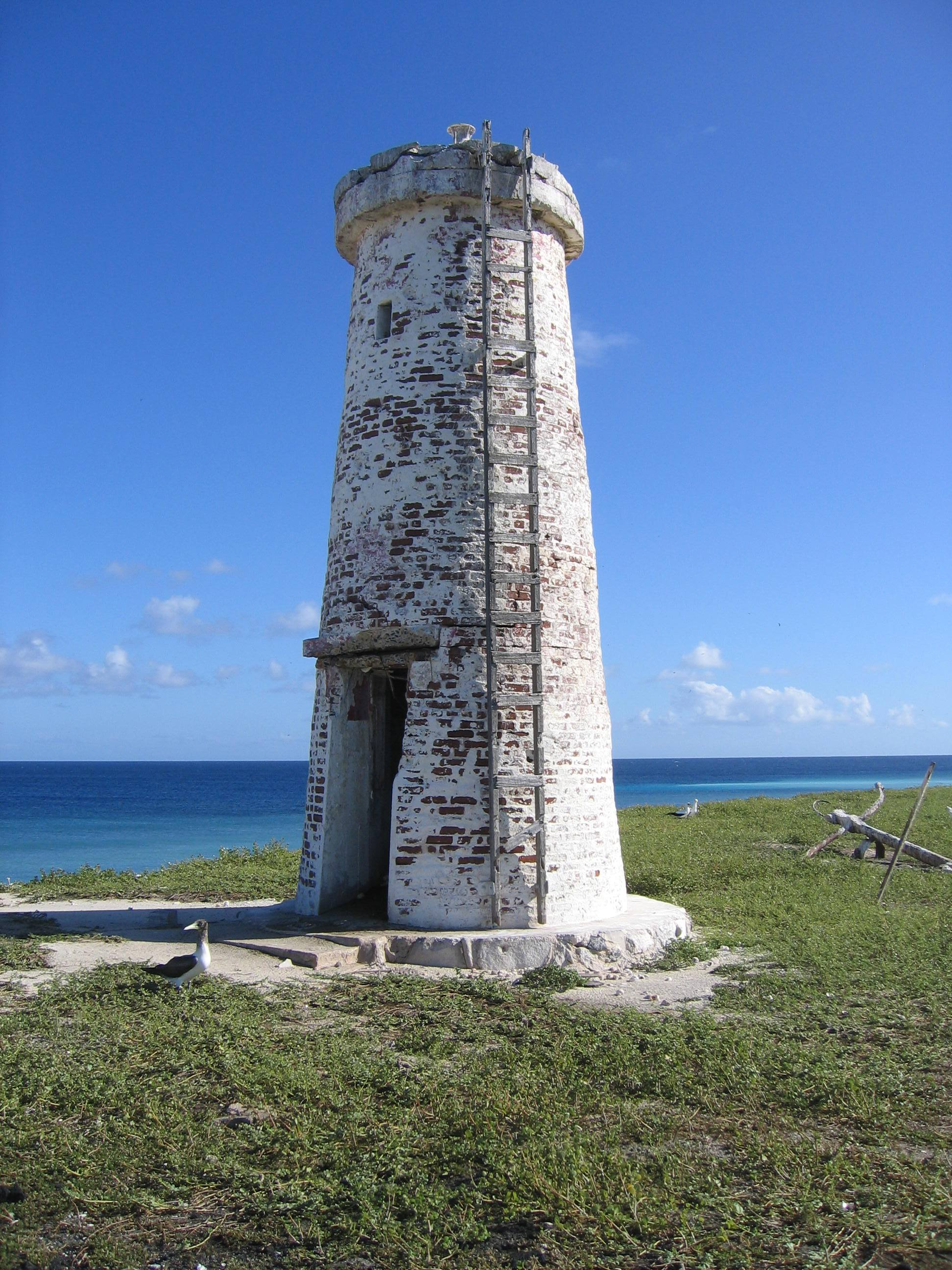
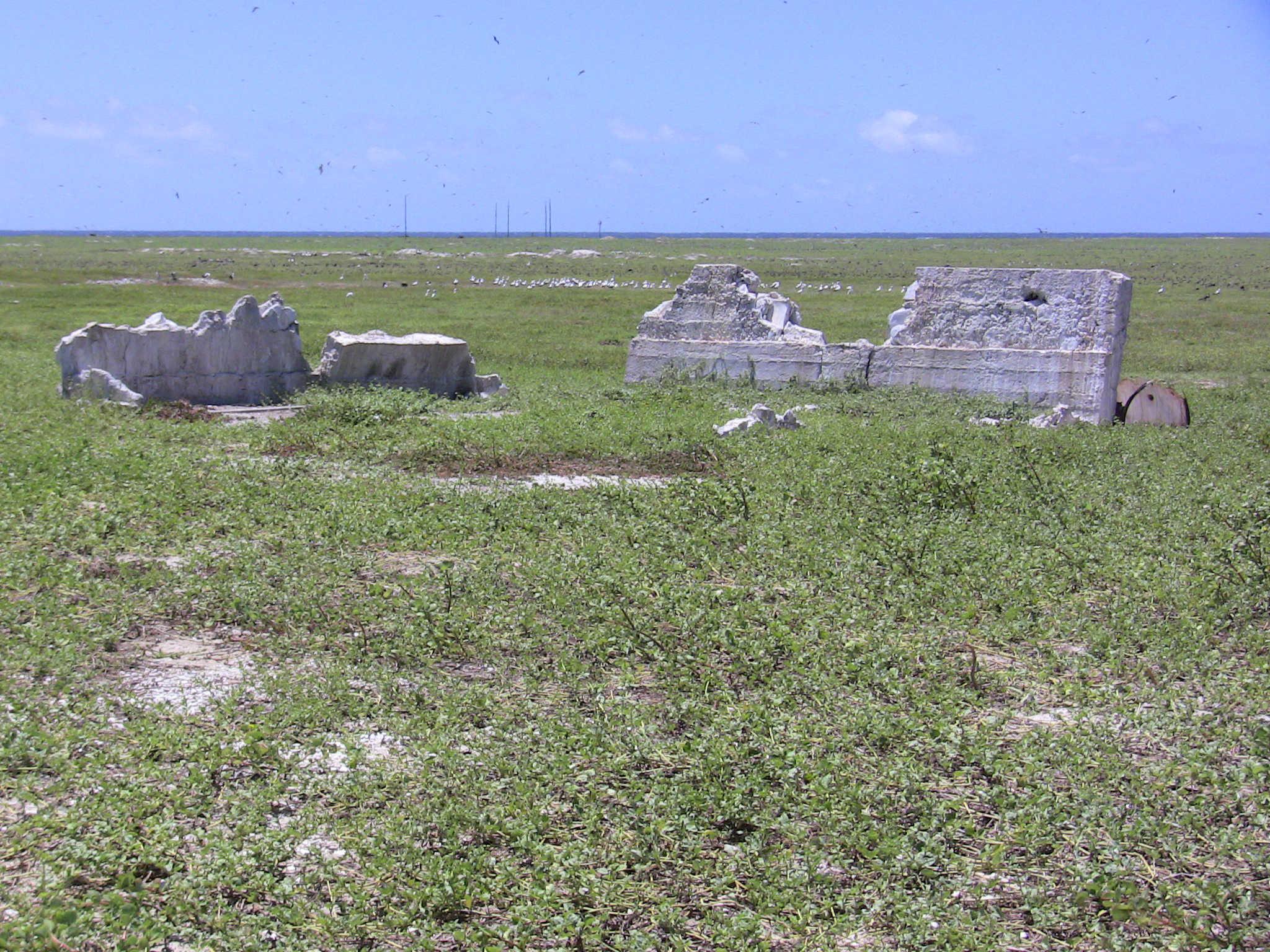
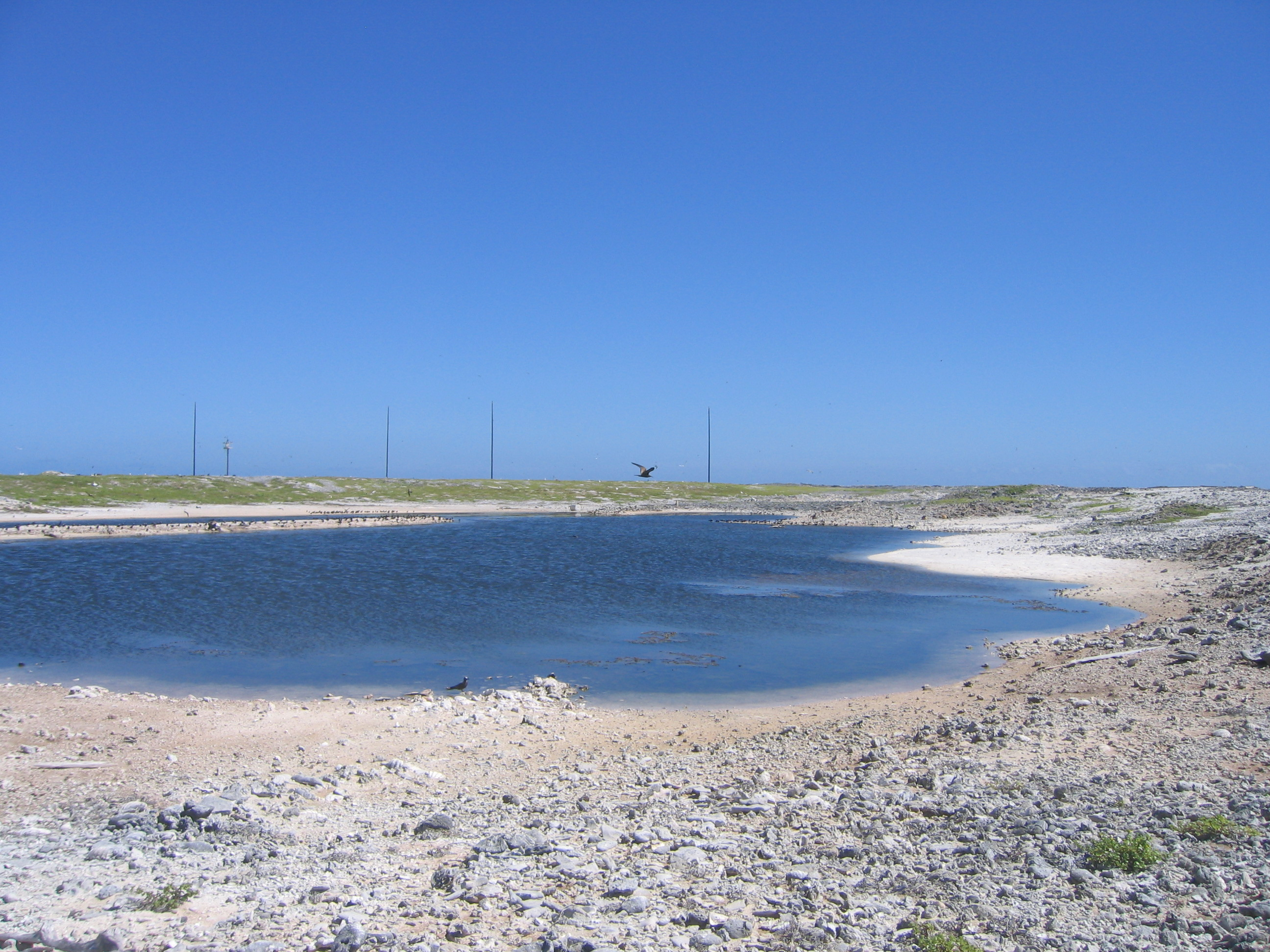
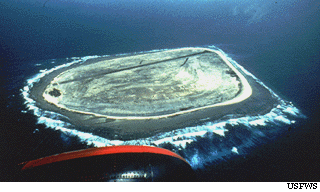